# 마시케역
마시케역(일본어: 増毛駅, ましけえき)은 일본 홋카이도 마시케 군 마시케정에 위치한 홋카이도 여객철도 루모이 본선의 철도역이다. 단선 승강장 1면 1선의 구조를 갖춘 지상역이다.

## 역 주변
- 마시케 정청
- 국도 제231호선

## 역사
- 1921년 11월 5일 : 일본국유철도의 역으로서 개업. 일반역.
- 1978년 10월 2일 : 화물 취급 폐지.
- 1984년 2월 1일 : 소화물 취급 폐지. 동시에 무인화.
- 1987년 4월 1일 : 일본국유철도 분할 민영화에 의해 홋카이도 여객철도가 승계.
- 1990년대 경 : 간이 위탁 폐지, 완전 무인화.
- 2016년 12월 5일 : 루모이역~당 역 간 폐선에 따른 폐역.

## 인접 역
| 홋카이도 여객철도 루모이 본선 | 홋카이도 여객철도 루모이 본선 | 홋카이도 여객철도 루모이 본선 |
| ----------------------------- | ----------------------------- | ----------------------------- |
| 하시베쓰 후카가와 방면        | 루모이 본선                   | 시·종착역                     |